# Trichoderes cylindroidus
Trichoderes cylindroidus är en skalbaggsart som först beskrevs av Bates 1884.  Trichoderes cylindroidus ingår i släktet Trichoderes och familjen långhorningar.
Artens utbredningsområde är Guatemala. Inga underarter finns listade i Catalogue of Life.